# Atlantis Princess
Atlantis Princess é o terceiro álbum de estúdio coreano (quinto, no geral) da cantora sul-coreana BoA, lançado em 30 de maio de 2003 através da SM Entertainment. O álbum gerou três singles incluindo o promocional "The Lights of Seoul", a faixa-título e "Milky Way", com as duas últimas sendo acompanhadas de videoclipes. Uma edição internacional do álbum, contendo um VCD bônus, foi lançada em alguns territórios asiáticos, incluindo as Filipinas, Hong Kong e Taiwan.
Atlantis Princess é um álbum primariamente pop com o conteúdo lírico abordando temas sobre alcançar sonhos e aspirações. Foi recebido com avaliações favoráveis pelos críticos, com a IZM elogiando a performance de BoA e a produção do álbum. A faixa-título conquistou o primeiro lugar dos programas musicais Inkigayo and Music Camp durante múltiplas semanas e venceu o prêmio de Melhor Performance de Dança no Mnet Music Video Festival de 2003.
O álbum obteve sucesso comercial na Coreia do Sul, estreando na primeira posição da tabela de álbuns da Recording Industry Association of Korea (RIAK) em maio de 2003, vendendo 128.000 cópias em apenas dois dias. Permaneceu no topo da tabela no mês seguinte e vendeu mais de 345.000 cópias em 2003, classificando-se como o quinto álbum mais vendido do ano na Coreia do Sul, sendo o segundo mais vendido por uma artista feminina.

## Antecedentes e lançamento
A faixa-título, "Atlantis Princess", composta por Hwang Seong-je, é uma canção dance de ritmo acelerado que liricamente lembra um conto de fadas; retrata o continente perdido de Atlântida e transmite uma mensagem brilhante e esperançosa. O videoclipe da canção foi filmado na Austrália ao longo de seis dias em maio de 2003 e contém BoA dançando em um telhado cercado por prédios altos em Sydney, além de um prado gramado e uma praia localizada em Kiama, Nova Gales do Sul. BoA apresentou a canção na TV pela primeira vez em 1ª de junho no Inkigayo.
O segundo single, "Milky Way", foi escrito e produzido por Kenzie. A versão em japonês da canção foi incluída como um single de lado B para sua canção "Double" e foi posteriormente adicionada como faixa bônus em seu terceiro álbum japonês, Love & Honesty (2004). "The Lights of Seoul" é um single promocional que foi lançado no formato de CD, comercializado exclusivamente para o público do Hi Seoul Festival em maio de 2003, e foi introduzida no website do Governo Metropolitano de Seul como uma faixa promocional para a organização.

## Recepção
| Críticas profissionais | Críticas profissionais |
| Avaliações da crítica  | Avaliações da crítica  |
| Fonte                  | Avaliação              |
| ---------------------- | ---------------------- |
| Daily Vault            | [ 5 ]                  |

### Desempenho comercial
Apesar de ter sido lançado no final de maio de 2003, Atlantis Princess foi o álbum mais vendido do mês e estreou no topo da tabela de álbuns mensais coreana, vendendo 127.887 cópias. O álbum permaneceu no topo da tabela no mês seguinte, vendendo 124.747 cópias adicionais. Atlantis Princess configurou-se como o quinto álbum mais vendido do ano na Coréia do Sul em 2003, vendendo um total de 345.313 unidade ao longo do ano. Foi o segundo álbum feminino mais vendido de 2003 na região, atrás apenas de This Time de Lee Soo-young.

## Prêmios
"Atlantis Princess" ganhou o prêmio de Melhor Performance de Dança no Mnet Music Video Festival de 2003, ganhando de "10 Minutes" de Lee Hyori. Em 2021, "Atlantis Princess" foi classificada na 93ª posição da lista de Top 100 Melhores Canções de K-pop de Todos os Tempos, feita pela Melon e Seoul Shinmun.
| Ano  | Prêmio                    | Categoria                   | Resultado | Ref.   |
| ---- | ------------------------- | --------------------------- | --------- | ------ |
| 2003 | Mnet Music Video Festival | Melhor Performance de Dança | Venceu    | [ 10 ] |
| 2003 | Mnet Music Video Festival | Melhor Artista Feminina     | Indicado  | [ 11 ] |

| Programa         | Data                |
| ---------------- | ------------------- |
| Inkigayo (SBS)   | 22 de junho de 2003 |
| Inkigayo (SBS)   | 6 de julho de 2003  |
| Inkigayo (SBS)   | 13 de julho de 2003 |
| Music Camp (MBC) | 28 de junho de 2003 |
| Music Camp (MBC) | 12 de julho de 2003 |
| Music Camp (MBC) | 19 de julho de 2003 |

## Lista de faixas
| Atlantis Princess – Edição padrão |                                          |                                  |                |         |  |
| N.º                               | Título                                   | Compositor(es)                   | Produtor(es)   | Duração |  |
| 1.                                | "Time to Begin"                          | Kenzie                           | Kenzie         | 3:36    |  |
| 2.                                | "Atlantis Princess" (아틀란티스 소녀)    | Tae-hun Hwang Seong-je           | Seong-je       | 3:44    |  |
| 3.                                | "Tree" (나무)                            | Ahn Ik-soo Kwon Ki-myung         | Ik-soo         | 4:28    |  |
| 4.                                | "Milky Way"                              | Kenzie                           | Kenzie         | 3:20    |  |
| 5.                                | "Beat of Angel" (천사의 숨결)            | Hong Ji-yu Ik-soo                | Ik-soo         | 3:40    |  |
| 6.                                | "Gift" (선물)                            | Park Chang-hyun                  | Chang-hyun     | 3:44    |  |
| 7.                                | "Where Are You" (이런 내게)              | Bae Hwa-young Ko Young-jo        | Young-jo       | 3:48    |  |
| 8.                                | "Make a Move" (단념)                     | Park Ki-hyun Oh Seung-eun        | Seung-eun      | 3:03    |  |
| 9.                                | "So Much in Love" (사랑해요)             | Park Chae-won Ha Jung-ho         | Go Nam-soo     | 3:55    |  |
| 10.                               | "Endless Sorrow" (남겨진 슬픔)           | Kim Ju-hyung Choi Seung-min      | Seung-min      | 4:09    |  |
| 11.                               | "The Show Must Goes On"                  | Park Chang-hak Yoon-sang         | Fractal        | 4:05    |  |
| 12.                               | "The Lights of Seoul" (서울의 빛)        | Jo Yoon-kyung Hong-seok Seong-je | Seong-je       | 4:25    |  |
| 13.                               | "The Lights of Seoul" (Versão em inglês) | Oh Sung-sin Hong-seok Seong-je   | Seong-je       | 4:25    |  |
| Duração total:                    | Duração total:                           | Duração total:                   | Duração total: | 50:22   |  |

| Atlantis Princess – Edição estrangeira (VCD bônus) |                                  |         |  |
| N.º                                                | Título                           | Duração |  |
| 1.                                                 | "Atlantis Princess" (Videoclipe) | 4:21    |  |

## Tabelas musicais

### Tabelas mensais
| Tabelas musicais (2003) | Melhor posição |
| ----------------------- | -------------- |
| Coreia do Sul (RIAK)    | 1              |

### Tabelas de fim de ano
| Tabelas musicais (2003) | Melhor posição |
| ----------------------- | -------------- |
| Coreia do Sul (RIAK)    | 5              |

### Vendas
| Região               | Unidades vendidas |
| -------------------- | ----------------- |
| Coreia do Sul (RIAK) | 345.313           |